# Hugh M. Stimson
Hugh McBirney Stimson (Port Chester, New York, 1931. december 5. – Hamden, Connecticut, 2011. január 24.) amerikai nyelvész, sinológus.

## Élete és munkássága
Stimson a Yale Egyetemen folytatta egyetemi tanulmányait, ahol 1953-ban diplomázott. Doktori tanulmányait is itt végezte egy év (1954–1955) megszakítással, amikor a Tajvani Nemzeti Egyetemen tanult. 1959-ben szerzett doktori fokozatot az ó-mandarin nyelv vizsgálatával kapcsolatos disszertációjával. 1959–1960-ban külügyi szolgálatot teljesített Tajvanon, majd a Yale Egyetem kelet-ázsiai Nyelvek és Irodalom, valamint Nyelvészet Tanszékén helyezkedett el. 2006-os nyugdíjba vonulásáig a Yale Egyetem oktatója, kutatója volt. Az 1970-es években a American Oriental Society elnöki tisztét is betöltötte. A történeti fonológia mellett fő kutatási területe a Tang-kori költészet.

## Főbb művei
- 1966. The Jongyuan in Yunn: a guide to old Mandarin pronunciation. Yale University, Far Eastern Publications
- 1972. One Thousand Chinese Characters with Literary Glosses. Yale University, Far Eastern Publications
- 1975. Introduction to Chinese Pronunciation and the Pīnyīn Romanization. Yale University, Far Eastern Publications ISBN 9780887100345
- 1976. T'ang Poetic Vocabulary. Yale University, Far Eastern Publications
- 1976. Fifty-Five T'ang Poems: A Text in the Reading and Understanding of T'ang Poetry. Yale University, Far Eastern Publications ISBN 9780887100260